# Time of My Life
Time of My Life - п'ятий студійний альбом рок-гурту 3 Doors Down, випуск якого заплановано на 19 липня 2011 року.

## Передісторія
Запис нового альбому відбувався в липні - жовтні 2010 року в Лос-Анджелесі, штат Каліфорнія. Платівку спродюсував відомий американський продюсер Говард Бенсон, який працював з такими відомими виконавцями як Hoobastank, Flyleaf, Three Days Grace, Papa Roach, Daughtry.
У Лос-Анджелесі, 31 березня 3 Doors Down оголосили офіційну дату релізу - 19 липня 2011. За словами учасників гурту альбом «Time of My Life» покаже еволюцію у творчості 3 Doors Down при збереженні їх неперевершеного стилю. Це видно з першого синглу альбому - «When You're Young», який вийшов 1 лютого. Трек дебютував на # 1 на ITunes рок чарті синглів. А 25 березня відбулася прем'єра нового кліпу на цю композицію.
Другий сингл з альбому «Time of My Life» має назву «Every Time We Go». Він вийшов 23 травня.
У червні 3 Doors Down представили фантастичну обкладинку нового альбому. В інтерв'ю виданню Rolling Stone, фронтмен гурту Бред Арнольд говорить, що альбом "важчий, за попередні і є менш комерційним. Ми вирішили зробити щось інше. На мій погляд, це наш найкращий альбом."

## Список пісень
Автор музики і слів 3 Doors Down. 
| Time of My Life | Time of My Life     | Time of My Life |
| #               | Назва               | Тривалість      |
| --------------- | ------------------- | --------------- |
| 1.              | «Time of My Life»   | 3:23            |
| 2.              | «When You're Young» | 4:16            |
| 3.              | «Round and Round»   | 3:46            |
| 4.              | «Heaven»            | 3:27            |
| 5.              | «Race for the Sun»  | 2:59            |
| 6.              | «Back to Me»        | 3:42            |
| 7.              | «Every Time You Go» | 3:48            |
| 8.              | «What's Left»       | 3:42            |
| 9.              | «On the Run»        | 3:08            |
| 10.             | «She Is Love»       | 3:16            |
| 11.             | «My Way»            | 3:07            |
| 12.             | «Believer»          | 2:58            |
| 41:30           |                     |                 |

| Бонус Треки | Бонус Треки                    | Бонус Треки |
| #           | Назва                          | Тривалість  |
| ----------- | ------------------------------ | ----------- |
| 13.         | «When You're Young» (Acoustic) | 4:15        |
| 14.         | «Every Time You Go» (Acoustic) | 3:48        |
| 15.         | «The Silence Remains»          | 3:39        |
| 16.         | «Train» (Demo)                 | 3:00        |